# Římskokatolická farnost Brumovice
Římskokatolická farnost Brumovice je územní společenství římských katolíků s farním kostelem Narození Panny Marie v Brumovicích.

## Kostely a kaple na území farnosti
- Kostel Narození Panny Marie v Brumovicích
- Kaple Nejsvětějšího Vykupitele v Úble